# José Guilherme Figueiredo Nobre de Gusmão

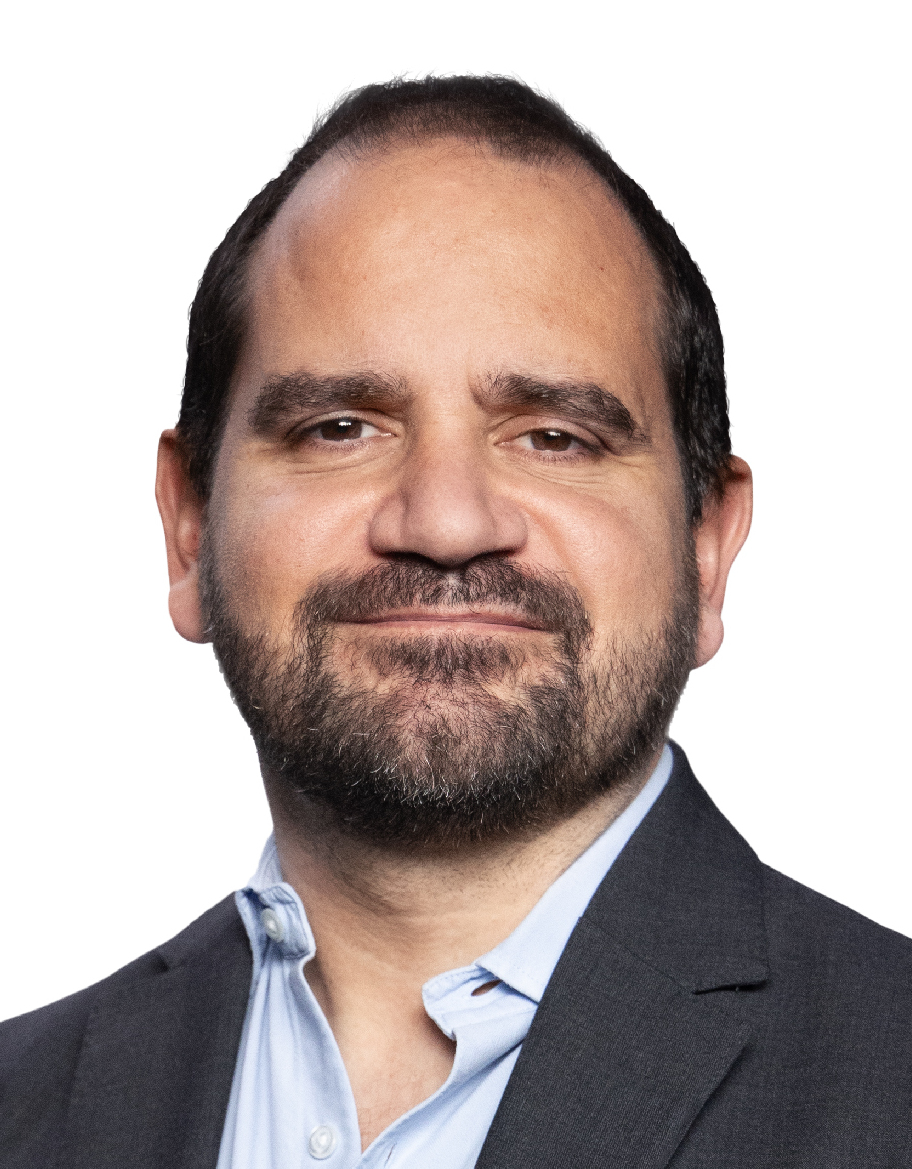
José Gusmão (2024)

José Guilherme Figueiredo Nobre de Gusmão, kurz José Gusmão (* 20. Juli 1976 in Lissabon) ist ein portugiesischer Wirtschaftswissenschaftler und Politiker (Bloco de Esquerda). Von 2009 bis 2011 war Gusmão Abgeordneter im Portugiesischen Parlament. Seit der Europawahl 2019 ist er Mitglied des Europäischen Parlaments als Teil der Konföderalen Fraktion der Vereinten Europäischen Linken/Nordische Grüne Linke.

## Leben

### Ausbildung
José Gusmão wurde am 20. Juli 1976 in der portugiesischen Hauptstadt Lissabon geboren. Nach seiner Schulausbildung studierte er zunächst Wirtschaftswissenschaften am Lissabonner Instituto Superior de Economia e Gestão (ISEG), anschließend Wirtschaftssoziologie. In der Zeit war Gusmão auch Mitglied des Studierendenrates. Anschließend arbeitete am Portugiesischen Wirtschaftsforschungszentrum (angegliedert ans ISEG) sowie am Forschungszentrum zum sozioökonomischen Wandel Dinâmia.

### Politisches Engagement
Gusmão engagierte und engagiert sich seit vielen Jahren in verschiedenen linken Organisationen und Bewegungen Portugal, unter anderem bei Attac Portugal, dem Portugiesischen Sozialforum, dem Fórum Manifesto, der Initiative für eine Staatsschuldenüberpüfung durch die Bürger (Iniciativa para uma Auditoria Cidadã à Dívida) sowie dem Demokratischen Kongress der Alternativen.

### Politische Karriere

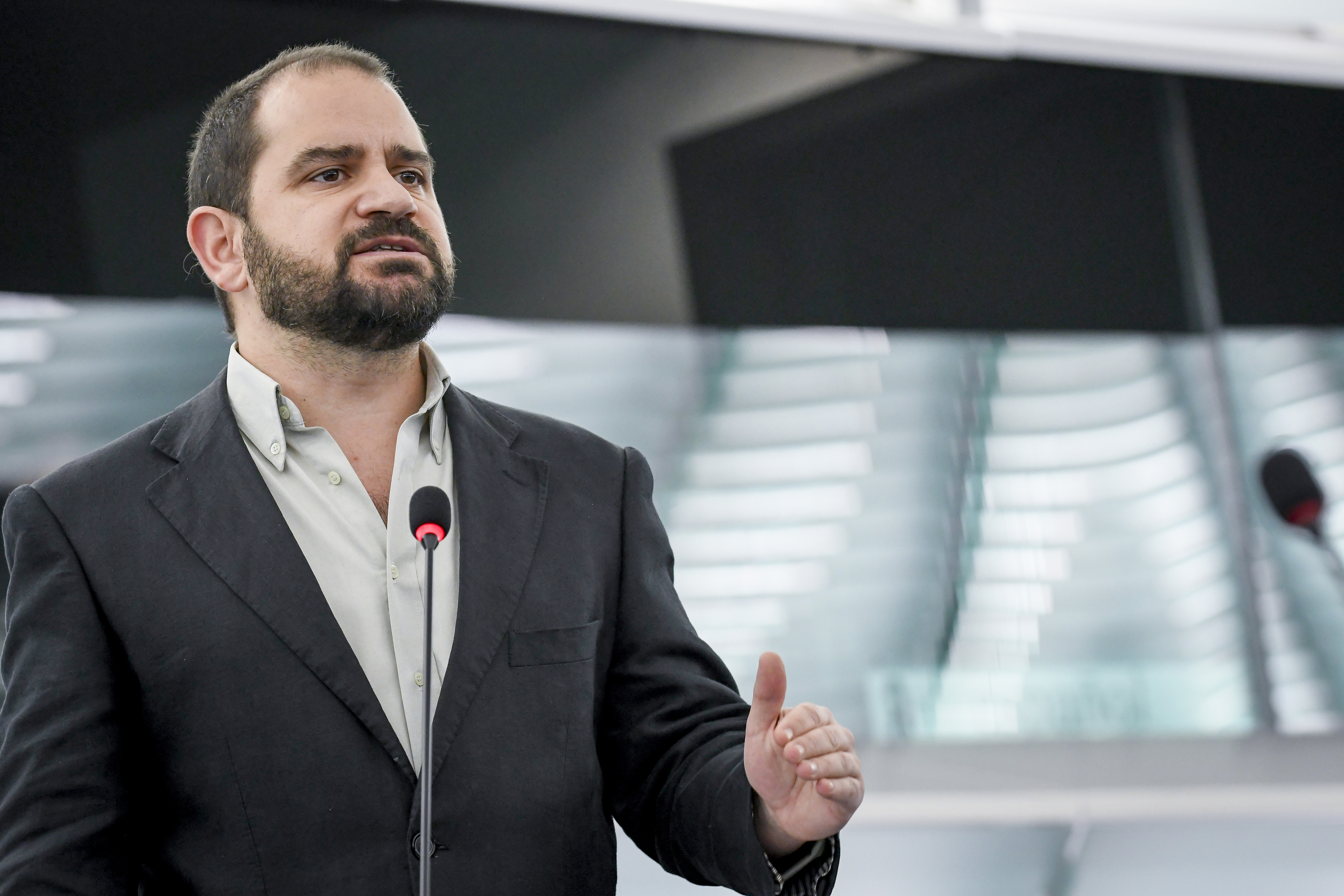
Gusmão bei einer Rede im Europäischen Parlament (2020)

Parteipolitisch engagierte sich Gusmão länger bei den Portugiesischen Kommunisten, bevor er später zur in den 1990er Jahren gegründeten Partei Bloco de Esquerda wechselte. Zwischenzeitlich war Gusmão Mitglied der Politischen Kommission des Bloco de Esquerda.
Im Zuge der Parlamentswahlen 2009 gewann er für den Bloco des Esquerda im Wahlkreis Santarém ein Mandat für das XI. portugiesische Parlament. In der Legislatur, die aufgrund des Rücktritts von Premierminister Sócrates bereits 2011 endete, hatte Gusmão unter anderem den stellvertretenden Vorsitz des Finanzausschusses des Parlaments inne.
Nachdem der Bloco de Esquerda stärkere Verluste bei den Parlamentswahlen 2011 verzeichnen musste, und Gusmão so kein Mandat gewann, wechselte er nach Brüssel, um dort bis 2018 als Assistent für die portugiesischen Europa-Abgeordneten Miguel Portas und Marisa Matias (beide Bloco des Esquerda) zu arbeiten. Darüber hinaus nahm Gusmão eine wichtige Stellung innerhalb der Partei ein: Unter anderem führte er Teile der Verhandlungen mit den Sozialisten im Nachgang der Parlamentswahl 2015, woraufhin der Bloco de Esquerda einen Tolerierungsvertrag mit den mittels Parlamentsminderheit regierenden Sozialisten abschloss. Ebenfalls unterstützte er Marisa Matias nicht nur in ihrer Funktion als Europaabgeordnete, sondern auch im Rahmen ihrer Kandidatur als Staatspräsidentin 2016. Teile dieser Tätigkeiten hatte Gusmão nicht an das Europäische Parlament gemeldet, was nach einer Beschwerde zu einer Untersuchung bzgl. nicht genehmigter Nebentätigkeiten führte. Die Untersuchung endete ohne Ergebnis.
Für die Europawahlen 2019 wählte der Bloco de Esquerda Gusmão auf den zweiten Listenplatz – nach Marisa Matias. Aufgrund des hohen Ergebnisses (9,8 Prozent) gewann die Partei zwei Mandate (von 21 in Portugal vergebenen), sodass neben Marisa Matias auch José Gusmão ein Mandat gewann. Er trat wie Matias der Konföderalen Fraktion der Vereinten Europäischen Linken/Nordische Grüne Linke bei. Für die Fraktion ist er Mitglied im Ausschuss für Wirtschaft und Währung, zu dessen stellvertretendem Vorsitzenden er gewählt wurde. Des Weiteren ist er stellvertretendes Mitglied im Ausschuss für Beschäftigung und soziale Angelegenheiten.